# Ноліди
Ноліди (Nolidae) — родина метеликів надродини Совкоподібні (Noctuoidea). Дрібні метелики. Забарвлення неяскраве, зазвичай сірих або білувато-коричневих тонів. Активність приурочена до темного часу доби. Ці метелики часто приваблюються електричним світлом. Гусениці живуть на різних трав'янистих і деревних рослинах, оляльковуються в міцному, як ніби зробленому з пергаменту, коконі.

## Підродини
Afridinae

Nolinae

Chloephorinae

Westermanniinae

Eariadinae

Collomeninae

Bleninae

Risobinae

Eligminae

Diphtherinae